# Reitzenschlag
Reitzenschlag (früher auch Freitzenschlag) ist eine Ortschaft und eine Katastralgemeinde der Gemeinde Litschau im Bezirk Gmünd in Niederösterreich mit 138 Einwohnern (Stand 1. Jänner 2025). Bis Ende 1971 war Reitzenschlag eine eigenständige Gemeinde.

## Geografie
Östlich von Litschau gelegen und von zahlreichen kleinen und großen Teichen umgeben, befindet sich das Dorf, das einzig über die Landesstraße L8165 erreichbar ist. Am 1. April 2020 umfasste die Ortschaft 76 Adressen.

## Geschichte
Reitzenschlag war anfangs ein landesfürstliches Lehen, das die Familie Poiger von Puige innehatte, bevor es zur Herrschaft Litschau kam. Im Ort befand sich bis ins 18. Jahrhundert hinein ein kleines Schloss, welches aus einem mittelalterlichen Rittergut hervorgegangen war. Dieses erschien in Georg Matthäus Vischers „Topographia archiducatus Austriae Inferioris modernae“ von 1672 in Kupfer gestochen. Dieser Kupferstich zeigt auch den neben dem Schloss befindlichen Meierhof. Auch ein herrschaftlicher Schafhof war (nachweislich seit 1627) dort vorhanden. Der Edelsitz, ein kleiner, zweistöckiger Bau, umgeben von einem Wassergraben, verfiel im Verlauf des 18. Jahrhunderts; im Jahr 1787 war das Schloss bereits eine unkenntliche Ruine. Dennoch haben sich bis heute einige sichtbare Reste der ehemaligen Anlage auf dem Gelände des heutigen Hauses Nr. 31 erhalten, so etwa Reste von Wall und Graben, ein großer Keller und die Basen von drei runden Steinsäulen. Die Bewohner waren laut Schweickhardt Bauern, zumeist Ganzlehner, die ihr Einkommen aus Feldbau und Viehzucht bezogen, das sie mit der Weberei aufbesserten.
Im Jahr 1822 wurde der Ort als Dorf mit 33 Häusern genannt, das nach Litschau eingepfarrt war, wohin auch die Kinder eingeschult wurden. Die Herrschaft Litschau besaß die Ortsobrigkeit, übte die Landgerichtsbarkeit aus, besorgte die Konskription und hatte die Grundherrschaft inne.
Laut Adressbuch von Österreich waren im Jahr 1938 in der Ortsgemeinde Reitzenschlag zwei Gastwirte, zwei Gemischtwarenhändler, ein Schmied, zwei Schuster, eine Sparkasse, ein Tischler und einige Landwirte ansässig.
Mit dem 1. Jänner 1972 wurden im Zuge der Niederösterreichischen Kommunalstrukturverbesserung die bis dahin eigenständigen Gemeinden Hörmanns bei Litschau, Litschau, Reitzenschlag, Schandachen und Schlag zu Litschau fusioniert.

## Siedlungsentwicklung
Reitzenschlag mit seinem Adelssitz bildete ursprünglich ein eigenes (Ritter-)Gut. 1590/91 zählte der Ort 23 untertänige Häuser; damals lag die Ortsobrigkeit bei Melchior von Hubereckh. 1751 zählte Reitzenschlag 27 untertänige Häuser.
Zum Jahreswechsel 1979/1980 befanden sich in der Katastralgemeinde Reitzenschlag insgesamt 68 Bauflächen mit 30.333 m² und 38 Gärten auf 22.373 m², 1989/1990 waren es bereits 104 Bauflächen. 1999/2000 war die Zahl der Bauflächen auf 251 angewachsen und 2009/2010 waren es 113 Gebäude auf 240 Bauflächen.

## Landwirtschaft
Die Katastralgemeinde ist forstwirtschaftlich geprägt. 281 Hektar wurden zum Jahreswechsel 1979/1980 landwirtschaftlich genutzt und 323 Hektar waren forstwirtschaftlich geführte Waldflächen. 1999/2000 wurde auf 254 Hektar Landwirtschaft betrieben und 331 Hektar waren als forstwirtschaftlich genutzte Flächen ausgewiesen. Ende 2018 waren 242 Hektar als landwirtschaftliche Flächen genutzt und Forstwirtschaft wurde auf 338 Hektar betrieben. Die durchschnittliche Bodenklimazahl von Reitzenschlag beträgt 19,9 (Stand 2010).